# 睦月周平
睦月 周平（むつき しゅうへい、1992年1月18日 - ）は、日本で活動する作曲家、編曲家。埼玉県さいたま市大宮区出身。ベリーグー所属。

## 人物
14歳から楽器に触れる機会が多くなり、バンド結成と同時に作曲を始める。
活動は幅広く、アーティストのライブサポートに加えアニメーション作品の音楽（主題歌、挿入歌、BGMなど）を総合的に手掛けるクリエイティブ・ユニット『(K)NoW_NAME』にも属する。

## 提供作品

### アーティスト
- 柿原徹也
「Brightness」（作曲・編曲）
「君はどう思ってるの」（編曲）
「オジー自慢のオリオンビール」（編曲）
「前進アッペンダン↑^_^↓」（作曲・編曲）
「TETSUYA　KAKIHARA　Live tour 2019　”TO THE STARTING OVER” Overture」（作曲・編曲）
「コモンセンス・プロミネンス」（作曲・編曲）
「Best wishes」（作曲・編曲）
「青嵐」（作曲・編曲）
「フリークラッカー」（作曲・編曲）
- 柿原徹也×岡本信彦
「One Mornig」（作曲・編曲）
「パラダイス」（編曲）
- 吉野裕行
「グッバイ」（作曲・編曲）  　　
「Tricky Love」（作曲・編曲）
「Bye-Bye☆セレモニー」（作曲・編曲）
「ENCOUNTER」（作曲・編曲）
「リカバリ哀歌」（作曲・編曲）
「Resisting」（作曲・編曲）
- 浪川大輔
「天晴れ!Good time」（編曲）
「カウンターブロウ」（作曲・編曲）
「スパイス」（編曲）
- Uncle Bomb 
「ACID BLUE SKY」（作曲・編曲）
「Always」（作曲・編曲）
「SODEに捌けるにはまだ早い」（作曲・編曲）
「フライングハイ」（作曲・編曲）
「Bye Bye Bye 」（編曲）
「フォーレンリーフの休暇」（作曲・編曲）
- 鈴村健一
「東京」（編曲）
- 石田燿子
「Shooting Star」（作曲・編曲）
「空が呼ぶほうへ」（作曲・編曲）
- 超特急
「SURVIVOR」（作曲・編曲）
- 柊木りお
「DRAWING☆」（作曲・編曲）
「らぶりぽ!」（作曲・編曲）
「Determination」（作曲・編曲）
- アキシブproject
「Candid Love」（作曲・編曲）
- Trefle
「One Time」（作曲・編曲）
- A-class
「Jumpin'」（作曲・編曲）
- ALLOVER
「風RIDE音」（作曲・編曲）
- 矢田悠祐
「晴レ色メロディー」（編曲）
- ZEN THE HOLLYWOOD
「Ho!Ho!Ho!」（編曲）
- アイドリング!!!
「恋のプレゼンター」（作曲・編曲）
- sweet ARMS
「Blade of Hope」（作曲・編曲）
- Tokyo Cheer2 Party
「女子的PARTY☆Evolution↑」（作曲・編曲）
- 上坂すみれ
「MUGO・ん」（編曲）
- 後藤まりこ
「Re:なくす」（編曲）
- 新谷良子
「HOPPING DICE」（作曲・編曲）
「DAFT GEAR」（作曲・編曲）
- A応P
「ファイティング・ラッシュアワー」（作曲・編曲）
- HR
「cherry cherry picking」（作曲・編曲） 　　
「そばでぎゅっと」（作曲・編曲）
- ロッカジャポニカ
「歌いたいのうた」（編曲）
「タンバリン、凛々」（作曲・編曲）
- はちみつロケット
「フレンドリーム」（作曲・編曲）
- Wake Up, May’n!
「ハートライン」（作曲・編曲）[3]
- DIALOGUE+
「おもいでしりとり」（編曲）
「プライベイト」（作曲・編曲）
「1000万回ハグなんだ」（作曲・編曲）
「まるっと自分時代」（共作曲・編曲）
- サンドリオン
「Angel Ladder」（作曲・編曲）
「Overture」（作曲・編曲）
- 伊藤美来
「Morning Coffee」（作曲・編曲）
「七色Cookie」（作曲・編曲）
「ルージュバック」（作曲・編曲）
「土曜のルール」（編曲）
「all yours」（作曲・編曲）
「Born Fighter」（作曲・編曲）
「La-Pa-Pa Cream Puff」（作曲・編曲）
- 田所あずさ
「Cherish」（作曲・編曲）
- 富田美憂
「Present Moment」（作曲・編曲）
「翼と告白」（作曲・編曲）
「Ever Changing Violet」(作曲・編曲)
- 高槻かなこ
「Anti world」（作曲・編曲）
「I wanna be a STAR」（編曲）
「Subversive」（作曲・編曲）
- 内田彩
「Party Hour Surprise!」（作曲・編曲）
- 飯塚雅弓
「PI PO PA」（編曲） 　
「Clock Hands」（作曲・編曲）
「シャッターLOVE」（編曲）
- 飯田里穂
「JoinUs!!」（作曲・編曲）
- Machico
「キミコンパス」（作曲・編曲）[4]
「ワイルドカード」（作曲・編曲）
「Zeal」（作曲・編曲）
「ENISHI」（作曲・編曲）
- Divermy
「Dive Out」（作曲・編曲）
- ミス・モノクローム
「桜最前線」（編曲）
- Mia REGINA
「Healthy」（作曲・編曲）
- ニノミヤユイ
「Lemon Gelato」（作曲・編曲）
- 熊田茜音
「YOUR FREE STAR」（編曲）
「My way , find a way!」（作曲・編曲）
- 岡咲美保
「Popping Moments」（作曲・編曲）
- 茶理理
「aLIEz」（編曲）
- Kotone
「Erase」（編曲）
「Flash」（編曲）
- のりプロ
「夢色パレット」（作曲・編曲）
- しぐれうい
「Paint it delight!」（作曲・編曲）
- 加賀美ハヤト
「22」（作曲・編曲）
- Rhodanthe*
「Smiling Bouquet」（作曲・編曲）
- にじさんじ
「SUPER DUPER」（作曲・編曲）
- WAKAZO
「リヒト」（作曲・編曲）

### テレビアニメ
- アウトブレイク・カンパニー
「Sweet Magic」（作曲・編曲）
- 普通の女子校生が【ろこどる】やってみた。
「Wish Upon a Star」（編曲） 　
「DecoBocoベストサポーターズ」（作曲・編曲）
- 少年メイド
「きっと、ずっと」（編曲）
- ひめゴト
「とらぶるめーかー」（作曲・編曲）
「めーきゃっぷ!」（作曲・編曲）
- 新妹魔王の契約者
「Blade of Hope」（作曲・編曲）
「Dear my Darling」（作曲・編曲）
- ストライクウィッチーズ
「もっと強く、もっと速く」（作曲・編曲）
「風のキズナ」（編曲）
「ソウルフレンズ」（作曲・編曲）
「Fly Chronicle」（作曲・編曲）
「Melty Vail」（作曲・編曲）
- ブレイブウィッチーズ
「ピースメーカー」（作曲・編曲）
「Moonlight Trip」（作曲・編曲）
- 干物妹!うまるちゃん
「Sisters Wink」（作曲・編曲）
「T・S・F in にっぽん!」（作曲・編曲）
「Dreamy Friends」（作曲・編曲）
「ふわり綿飴 美味しくなあれ」（作曲・編曲）
「Happy Nightmare〜妹達の饗宴〜」（作曲・編曲）
「X'mas Decoration」（作曲・編曲）
「ダラけ×しゅぎょーDIARY!」（作曲・編曲）
- ふらいんぐうぃっち
「日常の魔法」（作曲・共編曲）
- 刀剣乱舞-花丸-
「花丸◎日和!」（作曲・編曲）
「明け暮れ日記」（作曲・編曲）
「花の薫りは叶枝垂れ」（作曲・編曲）
「にっかり妖かし数え唄」（作曲・編曲）
- 続刀剣乱舞-花丸-
「花丸印の日のもとで」（作曲・編曲）
「めでたしつくりごと」（作曲・編曲）
「繙く命」（作曲・編曲）
「花色衣」（作曲・編曲）
- キラキラ☆プリキュアアラモード
「青空Alright」（作曲・編曲）
「Soul Believer」（作曲・編曲）
「エクレール・オ・ショコラ」（作曲・編曲）
「IGNITION」（作曲・編曲）
「Aile」（作曲・編曲）
- ひなこのーと
「あ・え・い・う・え・お・あお!!」（編曲）[5]
- NEW GAME!
「CLEAR!」（作曲・編曲）
「BUG!BUG!SURVIVAL!」（編曲）
- りゅうおうのおしごと!
「JS Hoooooked ON!」（作曲・編曲）
「Bitter Silver」（作曲・編曲）
- 灰と幻想のグリムガル 
「Harvest」（作曲・編曲）
「seeds」（作曲・編曲）
「Cultivate」（作曲・編曲）
「Oursong」（作曲・編曲）
- サクラクエスト
「Baby's breath」（作曲・編曲）[6]
- Fairy gone
「Rodeo」（作曲・編曲）
「Danse Dance」（作曲・編曲）
「blowball」（作曲・編曲）
「Forest Gleam」（作曲・編曲）
「Catastrophe」（作曲・編曲）
「Stay Gold」（作曲・編曲）
「Red dog chases」（作曲・編曲）
「Halo」（作曲・編曲）
「Everlast...」（作曲・編曲）
- ドロヘドロ
「Night SURFING」（作曲・編曲）
「D.D.D.D.」（作曲・編曲）
- 弱虫ペダル
「フル・スピード」（作曲・編曲）
「Gift Story」（作曲・編曲）
「Keep Trying」（作曲・編曲）
「Absolute Champion」（作曲・編曲）[7]
「Wind & Weed」（作曲・編曲）
「Over the Limit」（作曲・編曲）
- B-PROJECT
「Break it down」（作曲・編曲）
- FORBIDDEN★STAR
「優シイ果実」（作曲・編曲）
「Stupid Collection」（作曲・編曲）
「MISTAKE Wah NOISY」（作曲・編曲）
「浮名SILENT MINORITY」（作曲・編曲）
- HUGっと!プリキュア
「HUGっと!未来☆ドリーマー」（作曲・編曲）
- あそびあそばせ
「インキャインパルス」（作曲・編曲）
- うちのメイドがウザすぎる!
「ときめき☆くらいまっくす」（作曲・編曲）
- アニマエール
「LOVE for せんぱい!」（作曲・編曲）
- 上野さんは不器用
「ラブミーサイエンス」（作曲・編曲）
- 北斗の拳　イチゴ味
「世紀末Strong⭐︎Berry」（作曲・編曲）
- さらざんまい
「トオイ・マネー」（共作曲・共編曲）
「僕はリコーダー」（共作曲・共編曲）[8]
「ふたりの箱は届かない」（共作曲・共編曲）[9]
- ミュークルドリーミー
「UP ON THE STAGE!!」（作曲・編曲）
- BURN THE WITCH
「Blowing」
- くまクマ熊ベアー
「Let's get started!」（作曲・編曲）
- プリマドール
「夢咲＊ハレ舞台」（作曲・編曲）
- フットサルボーイズ!!!!!
「猛進鍛錬歌」（作曲・編曲）
「1st Step」（作曲・編曲）
「KINGS」（作曲・編曲）
「NEXT　JOURNEY」（作曲・編曲）
- オーバーロードIV
「No Man's Dawn」（作曲・編曲）
- SPY×FAMILY
「GOOD DAY」（作曲・編曲）
「Little steps」（作曲・編曲）
「uneven fruit」（作曲・編曲）
- 君のことが大大大大大好きな100人の彼女
「大大大大大好きな君へ♡」（共作曲・共編曲）
「今日のエンディングは私が買い取ったから好きにしていいわよね♡」（共作曲・共編曲）11話ED
- TO BE HERO X
「Candy Mountain」（作曲・編曲）

### 特撮
- 手裏剣戦隊ニンニンジャー
「License A Go Go!」（編曲）

### ゲーム
- スタプラ!
「感じてマイ☆ソング」（作曲・編曲）
「Precious Days」（作曲・編曲）
- 海賊魂
「ときめきアドベンチャー」（作曲・編曲）
- アイドルマスター シンデレラガールズ スターライトステージ
「恋色エナジー」（作曲・編曲）中野有香ソロ曲
「PANDEMIC ALONE」（作曲・編曲）星輝子ソロ曲
「たくさん!」（編曲）アナスタシアソロ曲
「とんでいっちゃいたいの」（編曲）[10]
「Frost」（作曲・編曲）
「あいくるしい ～For SS3A rearrange Mix～」（編曲）
「Stage Bye Stage」(作曲・編曲)
「反逆的同一性 -Rebellion Identity-」（作曲・編曲）二宮飛鳥ソロ曲
「∀NSWER」（作曲・編曲）
「リトルリドル」（作曲・編曲）[11]
「義勇忍侠花吹雪」（作曲・編曲）
「Fascinate」（作曲・編曲）
「夢をのぞいたら」（編曲）
「Gaze and Gaze」（作曲・編曲）
「EVIL LIVE」（作曲・編曲）
「ずるじゃん」（作曲・編曲）乙倉悠貴ソロ曲
「EVERLASTING」（共作曲・共編曲）[12]
「廻談詣り」（作曲・編曲）
「Arrowhead」（作曲・編曲）多田李衣菜ソロ曲
「ACE」（作曲・編曲）結城晴ソロ曲
「無限L∞PだLOVE♡」（作曲・編曲）
「碧空ノ一路」（作曲・編曲）脇山珠美ソロ曲
「スターライトステージ」（共作曲・共編曲）
「禍魂朧夜」（作曲・編曲）
- アイドルマスター ミリオンライブ! シアターデイズ
「Cut. Cut. Cut.」（作曲・編曲）
「深層マーメイド」（作曲・編曲）
「ランニング・ハイッ」（作曲・編曲）[13]
「Border LINE→→→♡」（作曲・編曲）百瀬莉緒ソロ曲
「ラスト・アクトレス」（編曲）
- アイドルマスター シャイニーカラーズ
「SOS」（作曲・編曲）黛冬優子ソロ曲
- ときめきレストラン
「Butterfly」（編曲）
「My only answer」（編曲）
「Only One」（作曲・編曲）
- バトルガールハイスクール
「Unlock」（作曲）
「Deep-Connect」（作曲・編曲）
「Desire Link」（編曲）
- DREAM!ing
「グンナイ☆HONEY」（作曲・編曲）
- オンゲキ
「Heart Cooking Recipe」（作曲・編曲）
「GlitterGlitter」（作曲・編曲）
- この素晴らしい世界に祝福を! ファンタスティックデイズ
「Bright Show」（作曲・編曲）
- プリンセスコネクト!Re:Dive
「青春スピナー」（作曲・編曲）
「輝け！ラブリー★ドリーミー」（作曲・編曲）
- ドラガリアロスト
「Dawn Song」（編曲）
「Force Your Way」（編曲）
「We Are The Light」（編曲）
「Rainbow Riders (Battle Arrange ver.)」（編曲）
- クイズRPG 魔法使いと黒猫のウィズ
「Melting Line」（作曲・編曲）
「Fairy Yell」（作曲・編曲）
- ウマ娘 プリティーダービー
「Never Looking Back」（編曲）
「ONCE MORE,I CAN」（作曲・編曲）
「▷▷▷▶︎ぶっとび かっとび 全開エンジン!」（作曲・編曲）
- マギアレコード 魔法少女まどか☆マギカ外伝
「演葬」（編曲）
- HELIOS Rising Heroes
「Heroism」（作曲・編曲）
「Signs of Dawn」（作曲・編曲）
- アークナイツ
「Laters」（作曲・編曲）
- あんさんぶるスターズ!
「ROCK ROAR」（作曲・編曲）

### 映画
- 特刀剣乱舞-花丸- 〜雪月華〜
「花丸便りの舞う頃に」（作曲・編曲）
「花の宴」（作曲・編曲）

## 劇伴作品
テレビアニメ
- 三者三葉 (2016年4月10日 - 6月26日)[14]
- Fairy gone
第1クール
(2019年4月8日 - 6月24日)
第2クール
(2019年10月7日 - 12月23日)
- 迷宮ブラックカンパニー ※一部参加
(2021年7月9日 - 9月25日 )
- SPY×FAMILY
第1クール
(2022年4月9日 - 6月25日)
第2クール
(2022年10月1日 - 12月23日)
- リコリス・リコイル
(2022年7月2日 - 9月25日)
- アイドルマスターシンデレラガールズU149 
(2023年4月5日 - 6月28日)
- 君のことが大大大大大好きな100人の彼女※共作
第1期
(2023年10月8日 - 12月24日)
第2期
(2025年1月12日 - 3月30日)
- やり直し令嬢は竜帝陛下を攻略中
(2024年10月9日 - 12月25日)
- FARMAGIA
(2025年1月10日 - 2025年3月28日)

テレビドラマ
- 未来の私にブッかまされる!?
(2024年10月7日 - 11月28日)
- 幸せカナコの殺し屋生活※共作
(2025年2月28日 - 2025年3月28日)

ゲーム
- ブルーロック BLAZE BATTLE
(2024年3月1日 -

## サポート

### ライブ
- 柿原徹也
- 新谷良子
- 高槻かなこ
- 牧野由依
- Machico
- 富田美憂

## イベント参加
- ストライクウィッチーズ
  - 2015年6月28日(昼・夜)「ストライクウィッチーズ OVA 大感謝祭 みんなの笑顔でデキたこと!」

- 灰と幻想のグリムガル
  - 2016年6月19日「灰と激奏のグリムガル -Grimgar, Live and Act」

- リスアニ!
  - 2016年8月12日「リスアニ!PARK Vol.01」“CIRCUIT”

- サクラクエスト
  - 2017年10月14日（昼・夜）「間野山サミット in ディファ有明」

- リコリス・リコイル
  - 2023年2月11日「喫茶リコリコプレゼンツ アフターパーリィ! Tomorrow is another day.」

- 弱キャラ友崎くん
  - 2023年4月16日（昼・夜）「弱キャラ友崎くんFes!」

- 京都アニメーション
  - 2023年11月11日「第6回京都アニメーションファン感謝イベント　KYOANI MUSIC FESTIVAL -トキメキのキセキ-」※横山克 「ツルネ」劇伴メドレーにてツルネバンドとして参加

- 銀魂
  - 2024年2月11日（昼・夜）「銀魂SOUND ULTRA SOUL！’24」にて銀魂ULTRA BAND Meets Audio Highとして参加